# 17484 Ganghofer
17484 Ganghofer este un asteroid din centura principală de asteroizi.

## Descriere
17484 Ganghofer este un asteroid din centura principală de asteroizi. A fost descoperit pe 13 septembrie 1991 la Tautenburg de Freimut Börngen și Lutz Dieter Schmadel. Asteroidul prezintă o orbită caracterizată de o semiaxă mare de 2,71 ua, o excentricitate de 0,17 și o înclinație de 2,2° în raport cu ecliptica.